# Убийство на Центральном вокзале
«Убийство на Центральном вокзале» (англ. Grand Central Murder) — детективный фильм с элементами комедии режиссёра С. Силвэна Саймона, который вышел на экраны в 1942 году.
Поставленный по опубликованному в 1939 году одноимённому роману Сью Маквей, фильм рассказывает о расследовании убийства бродвейской звезды Майды Кинг (Патриция Дэйн) в частном железнодорожном вагоне на Центральном вокзале Нью-Йорка. Инспектор полиции Гантер (Сэм Левин) собирает всех подозреваемых в одном помещении, и благодаря частному детективу Рокки Кастеру (Ван Хефлин) за одну ночь раскрывает это преступление.
Фильм рассматривается как своего рода фильм-продолжение нуарового детектива «Убийцы-белоручки» (1942), в котором Ван Хефлин сыграл сходную роль.

## Сюжет
Пассажирский поезд прибывает на Центральный вокзал Нью-Йорка. В одном из купе двое полицейских отпускают в туалетную комнату конвоируемого ими преступника Тёрка (Стивен Макнэлли), который разбивает стекло и сбегает. Оторвавшись от преследователей, он прямо из здания вокзала звонит бродвейской актрисе Майде Кинг (Патриция Дэйн), которая является звездой успешного шоу в театре «Гармония». Угрожающим тоном он требует от неё немедленной встречи. Увидев, что под дверь её гримёрки подбросили туза пик, испуганная Майда прямо в антракте спектакля убегает из театра, чтобы укрыться в частном железнодорожном вагоне, который принадлежит её жениху-миллионеру Дэвиду В. Хендерсону (Марк Дэниелс). За Майдой следит частный детектив «Рокки» Кастер (Ван Хефлин) вместе со своей молодой женой Сью (Вирджиния Грей). На железнодорожных путях Рокки сталкивается со сбежавшим Тёрком. Как выясняется, некоторое время назад Тёрк нанял Рокки для сбора улик, чтобы отправить своё дело на пересмотр. Вскоре на вокзале появляется инспектор полиции Гантер (Сэм Левин) со своими подчинёнными, сообщая, что прибыл на место для расследования убийства Майды Кинг, которую только что обнаружили мёртвой в ванной комнате вагона Хендерсона. Около вагона полицию поджидают Хендерсон и его подруга Констанс Фёрнесс (Сесилия Паркер), которые обнаружили тело Майры. Коронер на месте преступления сразу не может определить причину смерти, так как на теле нет никаких видимых повреждений. Вскоре около вагона полиция замечает, а затем задерживает Пола Райнхарта (Джордж Линн), который когда-то был мужем Майды и работает в отделе электроснабжения вокзала. Вскоре полиция доставляет и других лиц, близко связанных с Майдой — из квартиры Майды привозят её отчима Рамона (Роман Бонен), который выдавая себя за медиума, запугивал Майду своими предсказаниями и таким образом вымогал у неё деньги, а также её служанку Пёрл Делрой (Конни Гилкрист). Дочь Пёрл по имени Бэби (Бетти Уэллс), которая работает в театре дублёршей Майры, сама оказалась около вагона, а вскоре из театра «Гармония» доставили его продюсера Фрэнки Сиро (Том Конуэй).
Собрав всех в одном кабинете, инспектор Гантер начинает допрос. Рамон рассказывает, что придя домой к Майде, он стал свидетелем того, как его падчерица выгоняет из дома Рейнхарта, требуя, чтобы он прекратил её шантажировать. После ухода Рейнхарта Рамон стал говорить Майде, что карты предсказали ей несчастья и даже скорую смерть, однако та только посмеялась над этим, заявив, что её судьба сейчас наоборот на подъёме. Этим вечером Рамон, и Пёрл видели, как за Майдой следит мужчина в блестящем плаще, и когда полиция вводит в кабинет Рокки в компании Сью, детектива опознают не только они, но и Дэвид, который видел Рокки около вагона непосредственно перед тем, как обнаружил убитую Майду. Затем Пёрл рассказывает, что познакомилась с Майдой несколько лет назад, когда та начала танцевать в бродвейском ревю, в котором Пёрл работала певицей, и вскоре они вместе стали снимать квартиру. Майда сразу показала, что главным для неё в жизни являются деньги, и потому взяла себе псевдоним в честь древнегреческого Царя Мидаса, который превращал в золото всё, к чему прикасался. Ради денег она начала заводить знакомства с богатыми мужчинами, которые дарили ей щедрые подарки, которые Майда сразу же продавала. Однако затем она необъяснимо вышла замуж за не слишком успешного Райнхарта, после чего быстро развелась с ним. Два года спустя, когда Пёрл снова встретила Майду, та встречалась с процветавшим в то время Тёрком, который некоторое время спустя познакомил её с Сиро. После того, как она получила от Тёрка всё, что можно, Майда ушла к Сиро, подставив Тёрка с помощью продюсера под обвинение в убийстве. К тому моменту немолодая Перл, которая не могла получить работу на Бродвее, уже работала у Майды служанкой. Сиро дал Майде несколько успешных ролей в бродвейских шоу, однако в конце концов она бросила и его, когда стала встречаться с более богатыми мужчинами. Однако затем, неудачно вложив деньги в собственное провалившееся шоу, Майда была вынуждена вернуться к Сиро в театр «Гармония». Не так давно Майда познакомилась с мультимиллионером Дэвидом Хэндерсоном, наконец решив, что свадьба с ним удовлетворит все её финансовые запросы. Она очаровала Дэвида, и они собрались пожениться как раз в ночь убийства. Дэвид подогнал свой вагон прямо к театру, расположенному рядом с вокзалом, чтобы сразу после представления отправиться в путешествие, в ходе которого пожениться.
В этот момент у Рамона случается сердечный приступ, и сразу же после этого в кабинете появляется озабоченный отец Констанс, миллионер и член правления железной дороги Роджер Фёрнесс (Сэмьюэл С. Хайндс). Когда Перл говорит, что Роджер приезжал к Майде перед спектаклем, тот рассказывает, что с ранних лет Дэвид был помолвлен с Констанс, но вчера вечером вдруг сообщил, что собирается жениться на Майде. После этого Роджер сразу же приехал к актрисе домой, предложив 50 тысяч долларов за отказ от Дэвида. Однако Майда лишь посмеялась над ним, заявив, что получит от брака намного больше. После этого Роджер пришёл на спектакль вместе с дочерью, которая захотела посмотреть на Майду уже как на невесту Дэвида. В антракте Майде позвонил Тёрк, после чего она немедленно уехала из театра. В этот момент Гантер, выходит из кабинета, чтобы позвонить патологоанатому, однако тот никак не может установить точную причину смерти Майды. Когда Гантер возвращается в комнату для продолжения допроса, Рамон неожиданно падает и через несколько минут врачи констатируют его смерть. Рокки подбирает бумажный стаканчик, из которого Рамону дали что-то выпить перед смертью, после чего уговаривает Гантера перенести допрос сначала в театр, а затем — к вагону Хендерсона.
В театральном зале Бэби Делрой рассказывает, что видела, как после ухода Майды из театра, Сиро последовал за ней. Продюсер сначала всё отрицает, но после того, как Рокки подтверждает слова Бэби, нехотя признаёт, что он действительно пришёл вслед за Майдой в вагон, однако лишь для того, чтобы уговорить её доиграть спектакль. Актриса сообщила ему об угрозах Тёрка, который сбежал от полиции, а также о том, что собирается выйти замуж за Дэвида и таким образом удовлетворить свои материальные запросы. Где-то через шесть месяцев Майда собиралась развестись с Дэвидом, и получив богатое наследство для финансирования своих шикарных постановок, вернуться в театр Сиро. В этот момент зашёл железнодорожный техник, попросивший разрешения перегнать вагон на соседний путь. После этого Сиро ушёл, но когда решил вернуться, чтобы решить с Майрой финансовые вопросы, вагона на старом месте уже не было. Далее Рокки говорит, что практически у каждого в этой комнате был мотив для убийства: у Сиро — это гнев, у Бэби — зависть, у Тёрка — месть, у Пёрл — алчность, у Дэвида — ревность, а у Райнхардта — ненависть. Но с романтической точки зрения самый сильный мотив был у Констанс. Та в свою очередь подтверждает, что сегодня вечером Дэвид сказал ей и её отцу о том, что собирается жениться на Майде, и в своём вагоне уехать в свадебное путешествие. После этого разговора Констанс попросила отца сводить её на шоу Майды, но когда актриса не появилась на сцене во втором акте, Констанс направилась к вагону Дэвида, перед которым с ним и столкнулась. Они вместе зашли в вагон, где Дэвид обнаружил в душевой комнате тело Майды, после чего она немедленно вызвала полицию. В этот момент Рокки уточняет у Рейнхарта, что вагон перегоняли на другой путь примерно на десять минут, поле чего вернули обратно. Тогда Рокки высказывает предположение, что Констанс может покрывать Дэвида, который в приступе гнева мог задушить Майду, подслушав её разговор с Сиро. Тем временем Тёрк незаметно вытаскивает пистолет из кармана Гантера, после чего угрожает убить Сиро, который обманул его, а также Бэби и Пёрл, которые дали против него показания в суде. Однако Рокки быстро разоружает его.
Затем Рокки предлагает отправиться к железнодорожному вагону, который вернули на то место, где он стоял ранее. Пока Гантер допрашивает остальных, Рокки выясняет, что перемещение вагонов осуществляется из центрального пункта управления вокзалом, и один из двух пультов наблюдения за поездами находится в офисе железнодорожной компании Фёрнесса. На платформе около вагона в служебном шкафу Рокки находит провода, кроме того, около шкафа он замечает дверь, которая ведёт в офис железнодорожной компании. Пока Гантер, убеждённый в том, что убийцей является Рейнхарт, устраивает ему допрос с пристрастием, Рокки случайно принимает звонок от патологоанатома, который сообщает ему причину смерти Майды. После осмотра пульта управления поездами Рокки возвращается к Гантеру и подозреваемым, признавая, что видел труп Майды в вагоне ещё на этих путях, то есть ещё до появления остальных свидетелей на месте преступления. Это сразу исключает из числа подозреваемых Дэвида, Констанс, обеих Делрой, Тёрка и Сиро, а у Райнхарта оказывается алиби на момент убийства. Тогда Гантер обвиняет Рокки в убийстве Майды с целью ограбления, так как в путешествие она взяла с собой практически все свои деньги наличными, и эти деньги пропали. Рокки отдаёт Гантеру деньги Майды, которые спрятал, чтобы их не украли случайные свидетели, а затем предлагает провести следственный эксперимент. Он показывает, как убийца увидел на пульте управления перемещение вагона с Майдой и его остановку перед пунктом управления, после чего подошёл к вагону, откуда услышал шум работающего душа. Рокки просит Констанс вместе со Сью зайти в душевую комнату вагона и включить там воду. Затем он показывает, как убийца взял из служебного шкафа пару защитных перчаток и провода, подсоединив их таким образом, чтобы подать электрическое напряжение с контактного рельса на трубу, по которой вода поступала в душ Майды, в результате чего её убило ударом тока наподобие молнии. Когда Рокки собирается провести следственный эксперимент и подключить провода, Роджер в страхе за жизнь своей дочери, просит остановиться и сознаётся в убийстве. Далее Рокки рассказывает, что в тот момент, когда Роджер прятал на складе провода, его видел Роман, который искал встречи с дочерью после трюка с пиковым тузом. Роджер откупился от Рамона, но во время допроса решил не рисковать, и отравил его ядом. После этих слов Роджер пытается бежать, но при попытке запрыгнуть на отходящий поезд, падает на пути, и его убивает током контактного рельса.

## В ролях
- Ван Хефлин — Рокки Кастер
- Патриция Дэйн — Майда Кинг
- Сэм Левин — инспектор Гантер
- Стивен Макнэлли — Тёрк
- Марк Дэниелс — Дэвид В. Хендерсон
- Сесилия Паркер — Констанс Фёрнесс
- Том Конуэй — Фрэнки Сиро
- Джордж Линн — Пол Райнхарт
- Роман Бонен — Рамон
- Вирджиния Грей — Сью Кастер
- Сэмьюэл С. Хайндс — Роджер Фёрнесс
- Бетти Уэллс — Бэби Делрой
- Конни Гилкрист — Пёрл Делрой
- Миллард Митчелл — детектив Артур Дулин

## Создатели фильма и исполнители главных ролей
Как пишет историк кино Джефф Стейнберг, «с конца 1930-х и на протяжении 1940-х годов режиссёр С. Силвэн Саймон приложил свою руку к множеству крепких фильмов второго уровня для студий Universal и MGM, включая серию из трёх криминальных комедий с Редом Скелтоном в роли детектива-любителя Уолли Бентона». К его лучшим картинам Саймона также относятся комедия «Эбботт и Костелло в Голливуде» (1945), фильм нуар «Я люблю трудности» (1948) и вестерн «Жажда золота» (1949). По словам Стейнберга, «Саймон только начал пробиваться в высший эшелон кинопроизводства» после успеха в качестве продюсера комедийного фильма «Рождённая вчера» (1950), который в 1951 году был номинирован на пять Оскаров, включая Оскар Саймону за лучшую картину, «однако в том же году умер от сердечного приступа в возрасте 41 года».
Как далее отмечает Стейнберг, Голливуд «никогда не придавал Вану Хефлину особого значения, наверное, по причине студийной системы, которая при определении того, достоин ли он статуса крупной звезды, судила по его внешности невзрачного обывателя, которая якобы перевешивала его очевидный и значительный талант». Тем не менее, после того, как «Хефлин был удостоен Оскара за лучшую роль второго плана за создание образа ненавидящего себя, пьющего криминального адвоката в фильме нуар „Джонни Игер“ (1942), MGM начала экспериментировать с Хефлином в качестве исполнителя главных ролей в фильмах категории В». Среди наиболее удачных его работ в этот период фильмы нуар «Убийцы-белоручки» (1942), «Странная любовь Марты Айверс» (1946), «Одержимая» (1947), «Акт насилия» (1949) и «Вор» (1951). Партнёршей в Хефлина в этом фильме была Вирджиния Грей, которая сыграла заметные роли в криминальных комедиях «Другой тонкий человек» (1939) и «Золотое руно» (1940), а позднее в таких фильмах нуар, как «Странники в ночи» (1944), «Как по маслу» (1946), «Угроза» (1949) и «Шоссе 301» (1950). Как отмечает Стейнберг, «Грэй и Хефлин вместе попрощались с большим экраном в фильме-катастрофе „Аэропорт“ (1970), где у Хефлина была памятная роль угонщика самолёта».
Перед этой картиной Сэм Левин уже попробовал себя в роли детектива нью-йоркской полиции в криминальных комедиях «После тонкого человека» (1939) и «Тень тонкого человека» (1941), а позднее запомнился заметными ролями в фильмах нуар «Убийцы» (1946), «Перекрёстный огонь» (1947), «Бумеранг!» (1947), «Грубая сила» (1947) и «Сладкий запах успеха» (1957). Сыграв удачные роли в фильме нуар «Джонни Игер» (1941) и в этом фильме, Патриция Дэйн в 1943 году вышла замуж за популярного джазового музыканта Томми Дорси, после чего на несколько лет прервала свою кинокарьеру. В 1945 году Дэйн, по словам Стейнберга, «по существу привела свою карьеру к самоубийству, когда грубо отчитала крупного одного из боссов MGM. После этого она лишь спорадически появлялась на экране в малозначимых фильмах». Как отмечено на сайте Американского института киноискусства, в этом фильме дебютировал актёр Хорас Макнэлли, который перед съёмками фильма «Батальон негодяев» в 1948 году сменил имя на Стивен Макнэлли. После этого актёр сыграл памятные роли в таких значимых фильмах, как драма «Джонни Белинда» (1948), фильмы нуар «Крест-накрест» (1949) и «Выхода нет» (1950), а также вестерн «Винчестер 73» (1950).

## История создания фильма
Фильм делался как продолжение хитовой криминальной драмы студии MGM «Убийцы-белоручки» (1942), в котором Ван Хефлин сыграл сходную роль.
Согласно информации «Голливуд репортер», первоначально на главные роли в картине планировались Донна Рид и Реджинальд Оуэн.
Как пишет Деннис Шварц, «действие фильма происходит на легендарном Центральном вокзале Нью-Йорка, однако в военное время вокзал был слишком загружен, что не позволяло производить там съёмки. В итоге съёмки проходили в павильоне студии MGM в Калвер-сити, Калифорния».

## Оценка фильм критикой

### Общая оценка фильма
После выхода фильма на экраны критики дали ему сдержанную, но в целом положительную оценку. Так, по мнению обозревателя «Нью-Йорк Таймс» Босли Краузера, «значительное удовольствие от этого фильма получат те кабинетные детективы, которые находят наслаждение в выявлении улик и в словесной дедукции в ходе утомительного раскрытия преступления». Ведь эта «скромная скороспелая детективная комедия от шикарного киноателье Metro-Goldwyn-Mayer представляет собой не более чем часовой допрос не менее чем десяти подозреваемых, которые могли убить актрису. Алиби и свидетельские показания представлены с помощью традиционных флэшбеков, а действие в значительной степени оживляется лишь острыми словесными перепалками между туповатым полицейским детективом в исполнении Сэма Левина и вкрадчивым, но хитроумным детективом-любителем, которого играет Ван Хефлин». Подводя итог, Краузер пишет, что «это не ахти какая картина — даже как детектив. Самую значимую улику скрывают почти до самого конца, при том, что умные и опытные люди с дедукцией догадаются обо всём задолго до этого, и, кроме того, мотив для убийства слишком слабый». Историк кино Хэл Эриксон в свою очередь отметил, что «фильм получил смешанные отзывы нью-йоркских критиков, которым понравилась детективная часть истории и созданная в павильоне картинка прибывающих и отбывающих поездов на протяжении всего фильма, однако они нашли чрезмерными ошибки в выдуманной Голливудом планировке Центрального вокзала и в его невероятной близости к вымышленному бродвейскому театру».
В журнале TimeOut картина была названа «традиционным детективом с розыском убийцы, который написан в захватывающем темпе». После пары «кратко и увлекательно поставленных сцен посреди подвижного состава на Центральном вокзале», полиция собирает большую группу в одной комнате. «К счастью, они представляют собой яркую группу людей, а благодаря их рассказам, переданным с помощью флэшбеков, история скачет в неожиданных направлениях». Хотя развязка истории «немного вялая, но всё остальное является доставляющим наслаждение фильмом категории В: хорошая актёрская игра, достаточно остроумный диалог, отличная операторская работа и приятная закваска из комедии и крутого закрученного триллера». Денис Шварц оценил картину как «оживлённый детектив, сходный с фильмами про Чарли Чена, но более живой, с более качественным сценарием и актёрской игрой, чем большинство фильмов про Чена». По словам критика, «фильм быстрый, комичный и сделан тем приятным традиционным образом, которым делали детективы в 1940-е годы». При этом Шварц замечает, что «единственным неудачным местом картины стала реконструкция убийства, которая стала полным сюрпризом, так как вплоть до последних минут зритель оставался в полном неведении относительно того, каким образом было совершено убийство, и потому у него не было логических оснований вычислить убийцу». Стейнберг назвал картину «решительно и быстро сделанным детективом с поиском убийцы, который показал себя поразительно хорошо благодаря игре Хефлина, а также группы разнообразных характерных актёров, которые составляют список подозреваемых». Тем не менее, по мнению Крейга Батлера, «это всего лишь средненький небольшой детективный фильм, который, тем не менее, позволит приятно провести час с четвертью. Фильм содержит парочку интересных поворотов, в частности, начинается с того, что все подозреваемые с самого начала оказываются собранными в одной комнате, что в фильмах такого рода обычно происходит значительно позднее».

### Оценка работы режиссёра и творческой группы
Краузер обратил внимание на «плотный и логичный сценарий, что очень помогает актёрам». По мнению Батлера, «сценарий Рурича достаточно хороший, хотя немного чересчур насыщенный: на раскрутку сюжета потрачено так много времени, что зритель просто не успевает заинтересоваться персонажами (если не считать тех, которых играют Ван Хефлин и Сэм Левин)». По мнению критика, «С. Силвэн Саймон очень хорошо справляется с режиссурой, однако самой выигрышной фигурой в картине оказывается Хефлин». Критик также обратил внимание на то, что хотя «фильм и снимался не на натуре, но благодаря качественным декорациям оператору удалось сделать несколько изящных кадров среди вагонов и в помещении вокзала с увлекательными тенями и постановкой света». Стейнберг также обратил внимание на режиссёрскую работу Саймона, благодаря которому «события развиваются бойко и в живом темпе». Шварц высоко оценил павильонную постановку «эпизодов двигающихся туда и обратно поездов, что усиливает интригу детективной истории».

### Оценка актёрской игры
Краузер назвал Хефлина и Левина «отличными актёрами», а их постоянную пикировку, «более бурную, чем обычно», одним из самых интересных моментов фильма. Он также выделил Патрицию Дэйн, предстающую как «достойный объект для убийства». По мнению Батлера, «Хефлин великолепный актёр, и если игра в этом фильме и не принесла ему наград, она тем не менее очень точна, идеально передавая как драму, так и комедию». Далее критик указывает, что «Левин немного переигрывает, но в целом играет сильно», выделив также «исполнителей второго плана Конни Джилкрайст и Тома Конуэя, которые хорошо справляются со своими ролями». Стейнберг также заключил, что «Хефлин привнёс много очарования в свою центральную роль, а Левин идеален в роли его партнёра», особенно отметив «химию между двумя актёрами». Киновед также выделил игру «Конуэя (которого Голливуд, кажется, легкомысленно рассматривал как экономичную альтернативу его младшему брату Джорджу Сэндерсу), который создал свой фирменный образ учтивой угрозы», а также работу «пожизненного исполнителя бандитских ролей Макнэлли, который здесь получил хорошую возможность впервые проявить себя». Кроме того, обратили на себя внимание «аппетитная молодая контрактная актриса Дэйн в роли роковой женщины», а также «привлекательная Грей, которая составила с Хефлиным обаятельную пару».